# History (TV-kanal)
History HD (tidigare The History Channel) är en ursprungligen amerikansk TV-kanal som inriktat sig på dokumentärer, reality och underhållning kopplat till historiska händelser, föremål och personer. Kanalen ägs av A&E Television Networks som ägs av Disney Company och magasinkoncernen Hearst Corporation. Kanalens dokumentärer har ofta förklaringar av historiker såväl som rekonstruktioner av historiska händelser eller intervjuer med vittnen. När kanalen lanserades i Europa hade den stort fokus på militärhistoria. Programmen handlade då oftast om andra världskriget och amerikanska inbördeskriget men har med tiden ersatts av ett större fokus på reality med koppling till historiska och antika föremål.
Under slutet av 00-talet övergick kanalen till att sända reality-tv. Utöver denna formatförändring har kanalen kritiserats av många forskare, historiker och skeptikerrörelsen för att ha sänt pseudodokumentärer (som liknar dokumentärfilm men inte handlar om verkliga händelser) och pseudovetenskapligt, ogrundat och sensationsökande innehåll. Sedan den 26 februari 2014 distribueras kanalen enbart i en HD-variant till Sverige då intresset för standardversionen svalnat och kostnaden för dubbeldistribution visat sig vara för hög, förutom hos Boxer där History inte sänder i HD-kvalitet. Kanalens europeiska version distribueras till Sverige med svenska undertexter via Com Hem, Sappa, och Canal Digital Telia samt Boxer. Kanalen sänder i HDTV-formatet 1080i med Dolby Digital 5.1-ljud. Kanalen har under 2013 sökt sändningstillstånd i svenska digitala marknätet vilket kan betyda att kanalen dyker upp i Boxers utbud under 2014.
I Sverige visar kanalen egenproducerade amerikanska tittarframgångar som Pawn Stars, Duck Dynasty, Storage Wars och American Pickers. I USA visas flera av serierna på Historys systerkanal A&E. Flera av titlarna är några av de absolut mest sedda på amerikansk kabel-TV. Dock har fokus på historia helt förlorats i TV kanalen, förutom några få egenproducerade inslag.
History fanns från mitten av 1990-talet fram till 2005 i en svensk version sammansatt av Viasat som ett programblock i två av företagets egna kanaler. Svenska History låg som ett fönster, först i TV1000 Cinema sedan i TV8. Kanalen sände vid tidpunkten främst dokumentärer om amerikansk och europeisk militärhistoria. Sändningarna lades ner när History på egen hand ville lansera en brittisk och europeisk version av kanalen. Viasats ägare MTG svarade genom att starta sin egen konkurrerande historiekanal Viasat History under 2005 som tydligt plockat inspiration från History.